# AXN White
AXN White (anciennement Sony Entertainment Television) est une chaîne de télévision espagnole du groupe Sony Pictures Entertainment, composée principalement de séries s’adressant au public féminin. Elle est disponible au Portugal, et anciennement en Espagne jusqu’en 2023.

## Histoire
La chaîne a commencé à émettre en essais pendant 12 heures par jour le 12 juin 2006 sur la télévision numérique terrestre espagnole sous le nom de Sony Entertainment Television en Veo (Sony TV en Veo) partageant la fréquence avec Veo TV, propriété de Unidad Editorial,.
Le 18 septembre, SET en Veo a commencé à émettre toute la journée. L'une des idées de la chaîne était de servir de complément direct à AXN et vice versa.
Le 12 avril 2008, Sony Entertainment Television a été lancé au Portugal sur Meo avant de rejoindre les autres opérateurs, en même temps du lancement de la chaîne Animax dans les deux pays,.
Le 1er mai 2010, Sony TV en Veo cesse sa diffusion et est remplacée par AXN sur la TDT à péage avec Mediapro et sa chaîne Gol Televisión. Le 30 octobre, Sony Entertainment Television est relancée en chaîne payante en Espagne, ayant quitté le marché de la télévision gratuite qui n’est pas "leur environnement naturel" et devenant alors une chaîne familiale avec beaucoup de comédies avec pour référence stratégique la version d’Amérique latine.
Le 14 avril 2012, SET est remplacé par AXN White au Portugal,, et le 7 mai 2012, la version espagnole devient à son tour AXN White,.
Le 1er mai 2023, AXN White a été remplacé en Espagne par AXN Movies,, qui a été lancé trois ans plus tôt au Portugal en remplacement de AXN Black.

### Identité visuelle (logo)

Logo de 2006 à 2007 en Espagne.
Logo de 2007 à 2011.
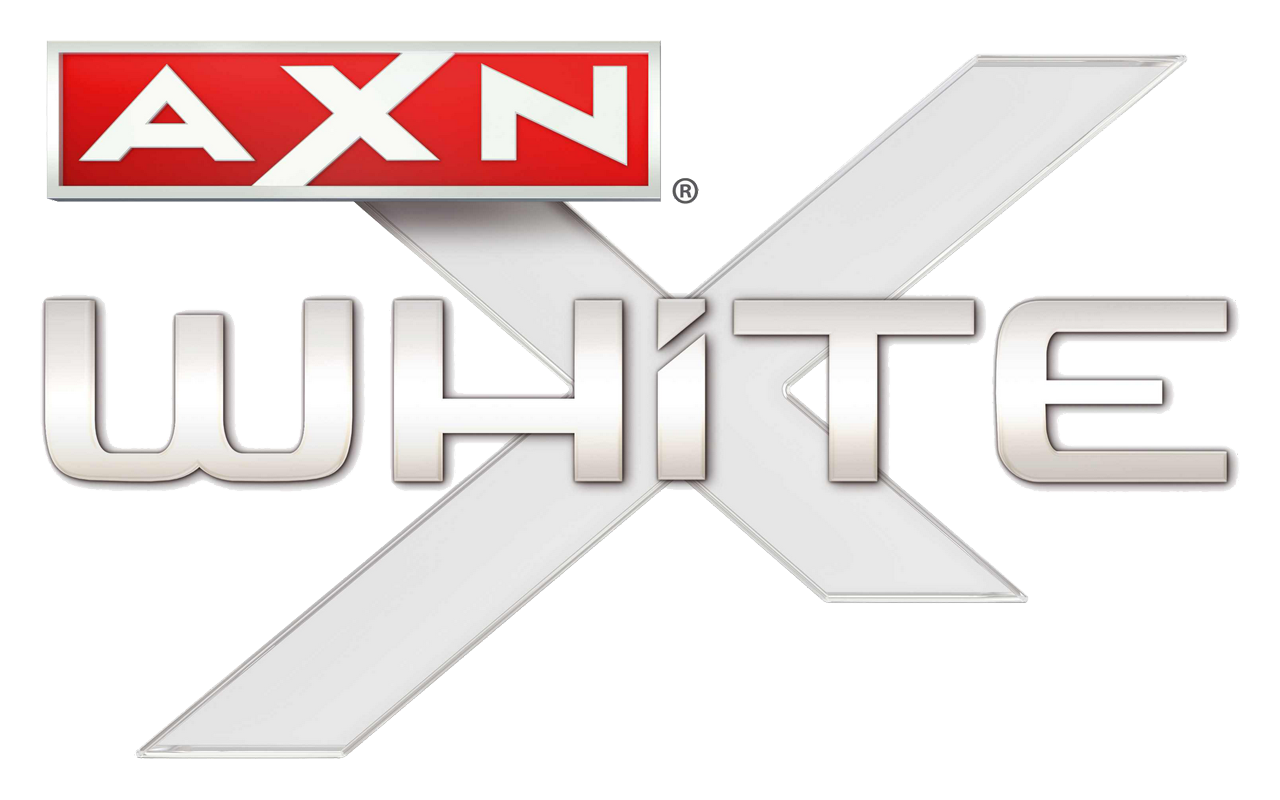
Logo de 2012 à 2015.